# Lazar Drljača
Lazar Drljača (ur. 10 października 1882 we wsi Blatna k. Bosanski Novi, zm. 13 lipca 1970 w Konjicu) – malarz bośniacki i jugosłowiański.

## Życiorys
Pochodził z rodziny bośniackich Serbów, był synem rolnika Mihajlo Drljača. W Sarajewie uczył się w zawodzie ślusarza, kończąc edukację egzaminem, który zdał w 1906 w szkole technicznej. W tym samym roku rozpoczął edukację w Akademii Sztuk Pięknych w Wiedniu, w klasie Christiana Griepenkerla. Z Wiednia przeniósł się do Rzymu, gdzie w czasie I wojny światowej jako poddany austro-węgierski został internowany na Sardynii. W latach 20. powrócił do Bośni. Przez cały okres międzywojenny podróżował po kraju, także przy użyciu skonstruowanego przez siebie drewnianego roweru. Po przejęciu władzy przez komunistów i utracie większości dzieł w pożarze pracował jako robotnik leśny, a następnie w jednym z gospodarstw rolniczych. 
Ostatnie lata spędził w domu, który otrzymał od władz miasta Konjić. Uznawał się za bośniackiego Bogomiła, a jego ostatnim życzeniem było, aby na jego grobie postawiono stećak. Został pochowany koło willi Santić, w której mieszkał.

## Twórczość
Po raz pierwszy wystawiał publicznie swoje prace na międzynarodowej wystawie w Rzymie w 1911. Pierwsza faza jego twórczości wyrażała fascynację fowizmem, potem coraz bardziej skłaniał się ku ekspresjonizmowi. Większość jego obrazów spłonęło w 1946 w czasie pożaru pracowni w Borci. Pod koniec życia malował obrazy z farb, które sam przygotowywał ze znalezionych ziół i surowców mineralnych.

## Galeria

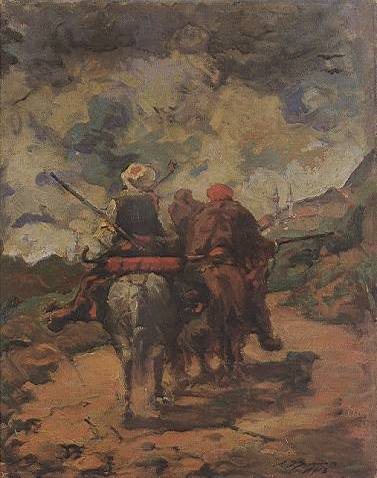
Trzej jeźdźcy (1917)
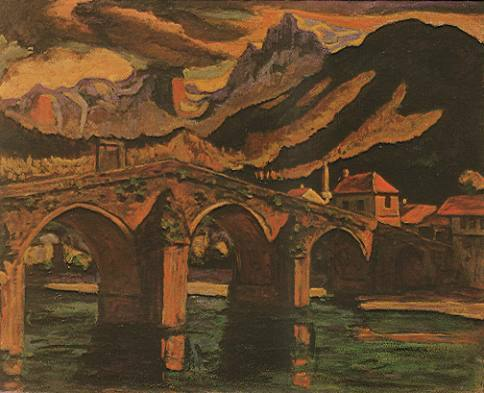
Most w Konjiciu (1930)
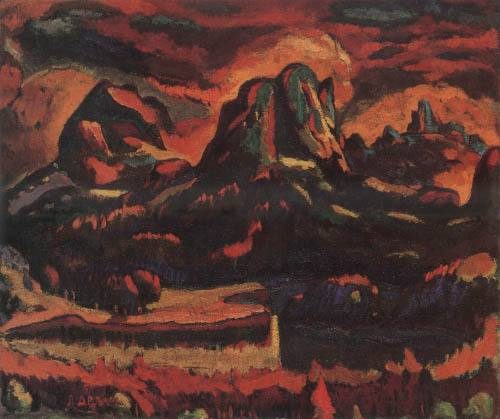
Noc nad Durmitorem (1935)
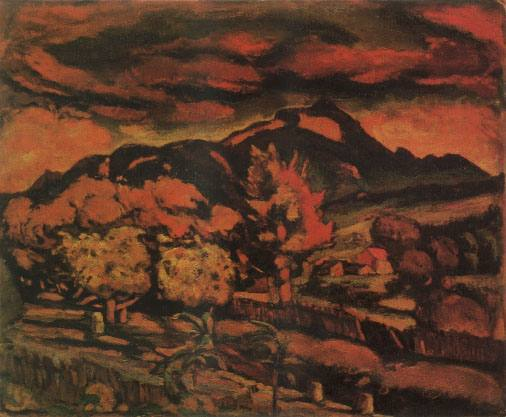
Chmury nad Trebeviciem (1939)

## Pamięć
W 1974 ukazała się biografia artysty Zatočenik ljepote (Więzień piękna), autorstwa Šefki Hodžicia. W 2012 w Muzeum Literatury i Sztuki w Sarajewie otwarto wystawę poświęconą Drljačy. Imię Drljačy nosi dom kultury w Konjicu.